# غاري كريستنسون
غاري كريستنسون (بالإنجليزية: Gary Christenson)‏ هو لاعب كرة قاعدة أمريكي، ولد في 3 مايو 1953 في مينيولا في الولايات المتحدة.

## وصلات خارجية
- غاري كريستنسون على موقعبيزبول رفرنس.كوم (الدوري الرئيسي) (الإنجليزية)
- غاري كريستنسون على موقعبيزبول رفرنس.كوم (الدوري الثانوي) (الإنجليزية)